# Vidák József
Gödöllői Vidák József (Gödöllő, 1895 – Budapest, 1944)  cigányprímás, zenekarvezető, Vidák Sándor zongorista édesapja.

## Életpályája
Muzsikus családból származott, édesapja Vidák Béla neves prímás volt, aki kedvelt udvari zenésze volt Erzsébet magyar királynénak, amikor Gödöllőn tartózkodott. Zenei tanulmányait magániskolákban végezte Budapesten, 1915-ben átvette édesapja zenekarát, egy ideig Gödöllőn muzsikált, majd az Ostende kávéházban mutatkozott be a nagyközönség előtt, hosszabb ideig játszott a Deák kávéházban is.
Az 1940-es évek egyik meghatározó cigányprímása lett, mivel Horthy Miklós kormányzónak sokat játszott, ezért a második világháború után a rádióból szinte az összes felvétele eltűnt, elvétve maradt meg csak egy-egy felvétele.
Külföldön főként a holland közönség szerette muzsikáját. Szerepelt a Fráter Loránd című, Páger Antal főszereplésével bemutatott életrajzi filmben.

## Hang és kép
- Gödöllői Vidák Józsi - Piros alma gömbölyű, Hármat rikkantott már
- Gödöllői Vidák József és zenekara muzsikál
- Fráter Loránd című film, 1942 YouTube (1:02:01)